# Paramerina inficia
Paramerina inficia är en tvåvingeart som beskrevs av Chaudhuri och Debnath 1985. Paramerina inficia ingår i släktet Paramerina och familjen fjädermyggor. Inga underarter finns listade i Catalogue of Life.